# Marco Zero (Macapá)
Marco Zero é um monumento situado em Macapá, capital do Amapá, no Brasil. Foi construído para marcar a passagem exata da linha do Equador sobre a cidade e é um importante ponto turístico local. Está situado no bairro Jardim Marco Zero e foi inaugurado em 1987.
O Marco Zero do Equador é o ponto turístico mais famoso de Macapá, contando com um obelisco de 30 metros de altura. Em março e setembro, durante o Equinócio, o sol preenche a abertura circular no topo do obelisco, cuja sombra é projetada no chão. As celebrações do Equinócio no monumento acontecem com atrações como apresentações, oficinas e feiras. Também fez parte das atrações do Equinócio demonstrações de salvamentos nas alturas com o Corpo de Bombeiros Militar do Amapá.
No dia 14 de março de 2020, foi divulgado um projeto de revitalização do monumento, onde será construído um complexo turístico. A obra custará 6,7 milhões de reais, divididos entre verbas do Governo Federal e do estado do Amapá.